# Jagodići (Zenica, BiH)
Jagodići su naseljeno mjesto u sastavu općine Zenice, Federacija Bosne i Hercegovine, BiH. Nalaze se južno i zapadno od rječice Kočeve. U Jagodićima je kop ugljena.

## Upravna organizacija
Godine 1981. pripojeni su naselju Stranjanima (Sl.list SRBiH 28/81 i 33/81)

## Stanovništvo
Prema popisu 1981. ovdje su živjeli:
- Muslimani - 260
- Hrvati - 186
- ostali i nepoznato - 10
- UKUPNO: 456

Prema popisu 1971. ovdje su živjeli:
- Hrvati - 292
- Muslimani - 167
- Albanci - 1
- ostali i nepoznato -
- UKUPNO: 463